# Ракария
Ракария (рум. Răcăria, Рэкэрия) — село в Рышканском районе Молдавии. Является административным центром коммуны Ракария, включающей также село Ушурей.

## История
В конце XVIII века у берегов реки Капачанка выходцами из Австро-Венгрии было образовано поселение. В ходе исследования различных архивных источников, было установлено, что первоначальным названием села было Ръичрия (от лат. «рич» — богатый, «рия»- земля у берегов реки).
Первое документальное упоминание о селе Ракария датировано 1809 годом. С 1870 года и до начала XX века село Ракария называлось Егоровкой. Всё население села, как и окружающих сёл, разговаривает на покутско-буковинском диалекте украинского языка.
В 1859 году старостой села был Михаил Иванович Гуцул (род.1809), в Национальном Архиве сохранилась Ревизия 1859 года, написанная Михаилом Ивановичем.
Деревянная церковь с храмом Рождества Богородицы в селе Ракария была построена в 1902 году на средства верующих. В церкви хранились катапетасма большой ценности и много позолоченных икон. В 1950 году церковь была закрыта и все предметы культа уничтожены. Храм вновь открылся для верующих в 1991 году и освящен в 1992 году
День села отмечается 21 сентября, на Рождество Пресвятой Богородицы .

## География
Село расположено на высоте 121 метров над уровнем моря.

## Население
По данным переписи населения 2004 года, в селе Рэкэрия проживает 1425 человек (687 мужчин, 738 женщин).
Этнический состав села:
| Национальность | Число жителей | Процентный состав |
| -------------- | ------------- | ----------------- |
| украинцы       | 1155          | 81.05             |
| молдаване      | 245           | 17.19             |
| русские        | 21            | 1.47              |
| гагаузы        | 1             | 0.07              |
| болгары        | 1             | 0.07              |
| прочие         | 2             | 0.14              |
| Всего          | 1425          | 100 %             |